# ناتاشا لیون
ناتاشا لیون (انگلیسی: Natasha Lyonne؛ زادهٔ ۴ آوریل ۱۹۷۹) یک بازیگر سینما، و هنرپیشه اهل ایالات متحده آمریکا است. وی از سال ۱۹۸۶ میلادی تاکنون مشغول فعالیت بوده‌است.
از فیلم‌ها یا برنامه‌های تلویزیونی که وی در آن نقش داشته‌است می‌توان به تیغه: سه گانگی، پای آمریکایی، کلوچه آمریکایی۲، اسکری مووی ۲، کیت و لئوپولد، همه می‌گند دوست دارند، نارنجی همان سیاه است، مهمانی هیولا، روز دوست دختر، اما من، سرسخت، سلام، اسم من دوریس است، دختر با احتمال زیاد، ساعت ۴:۴۴ آخرین روز زمین، دیترویت راک سیتی، پرسه‌زدن با قصد، زاغه‌های بورلی هیلز، نمایش سگ‌ها و پوکر فیس اشاره کرد.